# Mfulupimga Nlando Victor
Organizou e dirigiu o primeiro congresso dos estudantes angolanos no exílio, que albergou cerca de 500 participantes de vários continentes, realizado em Kinshasa (RDC).Mfulupinga NLando Victor (Maquela do Zombo (UIGE), 15 de dezembro de 1944 — 2 de julho de 2004) foi um Deputado, e professor  de matemática. Notabilizou-se como fundador do partido politico PDP-ANA, e foi presidente deste. Morreu aos 2 de Julho de 2004, aos 60 anos de idade, vitima de assalto, após ter sido baleado.

## Biografia
Nascido na Província do Uíge, aos dia 15 de Dezembro de 1944, no município de Maquela do Zombo, esteve exilado no então Congo Leopoldville devido à repressão colonial, dedicando-se aos estudos e a mobilização dos estudantes angolanos no exterior do país, onde mais tarde foi eleito presidente dos estudantes angolanos universitários na RDC.  
Regressou a Angola após a independência (1975), e pertenceu ao Conselho Directivo Provisório da Ordem dos Engenheiros. 
Mfulupinga Victor criou um grupo de reflexão que veio a culminar, aos 17 de Março de 1991, com a constituição do PDP-ANA, onde exerceu o cargo de presidente do partido. 
Era professor titular da Universidade Agostinho Neto, onde lecionou a disciplina de Matemática e ainda exerceu os cargos de chefe de departamento de matemática na faculdade de economia da universidade agostinho neto e chefe de departamento de matemática e engenharia geográfica na faculdade de ciências da universidade agostinho neto.
Depois de fundar o PDP-ANA, onde desempenhou o cargo de presidente , foi eleito para deputado na Assembleia Nacional nas legislaturas de 1992 a 1996 e 1996 a 2004 , foi membro da 6ª Comissão e do Conselho da Republica.
Mfulupinga Nlandu Victor foi assassinado no dia 2 de julho de 2004, numa sexta-feira, em Luanda, horas  depois de ter participado de uma reunião do Conselho da República, órgão de que era membro, por um grupo de elementos até aqui desconhecidos. Ele foi atingido por disparos de uma metralhadora do tipo   AK, quando se dirigia para o seu caro à saída da sede do seu partido, no bairro do Cassenda, município da Maianga. 
O político ainda chegou a receber tratamento na Clínica da Endiama, à ilha de Luanda, onde acabou por falecer.
Os autores do crime terão fugido com a viatura do deputado.
O político deixa viúva e cinco filhos. 